# Kakteen-Freund. Illustrierte Monoatsschrift fur Kakteenliebhaber
Kakteen-Freund. Illustrierte Monoatsschrift fur Kakteenliebhaber (abreviado Kakteen-Freunde) es una revista con ilustraciones y descripciones botánicas que fue editada en Mannheim desde el año 1932 hasta 1935. Se publicaron 4 números y fue reemplazada por Kakteenk. & Kakteenfr..